# 홍조단괴해수욕장
홍조단괴해수욕장은 대한민국 제주특별자치도 제주시 우도면에 위치하고 있는 해수욕장이다.

## 특징
우도 주변에는 물 속에서 서식하는 석회조류 중 하나인 홍조류가 탄산칼슘을 침전시켜 홍조단괴를 형성하였다. 이러한 홍조단괴가 태풍에 의해 바닷가로 운반되어 퇴적물을 형성하였는데, 우도 홍조단괴해변에는 이러한 홍조단괴가 해안선을 따라 수백 m 정도 퇴적되어 있어 그 희귀성과 학술적인 가치가 높은 것으로 평가받고 있다.

## 천연기념물 지정
2004년 4월 9일 홍조단괴해수욕장을 포함한 지역이 대한민국의 천연기념물 제438호, 《제주 우도 홍조단괴 해빈》으로 지정되었다.

## 참고 자료
- 제주 우도 홍조단괴 해빈 - 국가유산청 국가유산포털
- 홍조단괴해수욕장 - 기상청 일기예보